# Catopsilia pomona
Catopsilia pomona är en fjärilsart som först beskrevs av Fabricius 1775.  Catopsilia pomona ingår i släktet Catopsilia och familjen vitfjärilar. Inga underarter finns listade i Catalogue of Life.

## Bildgalleri

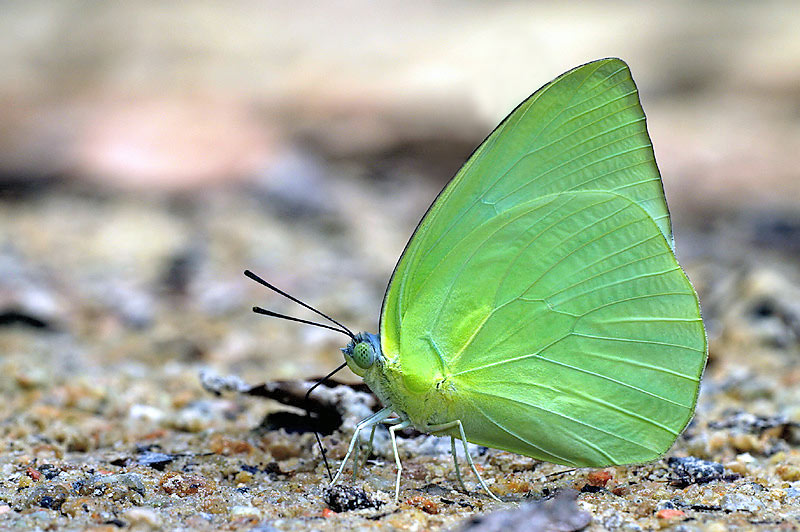
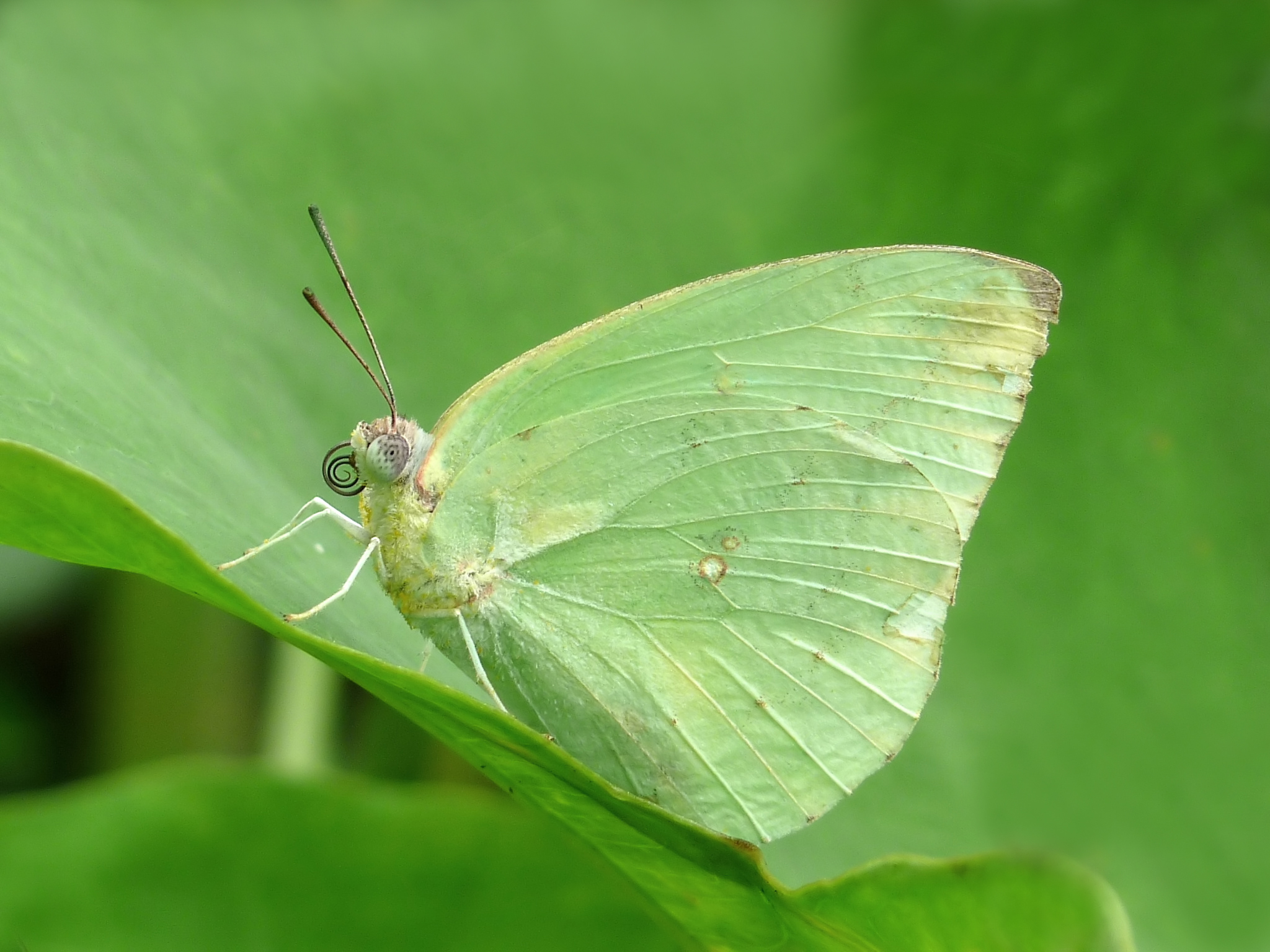
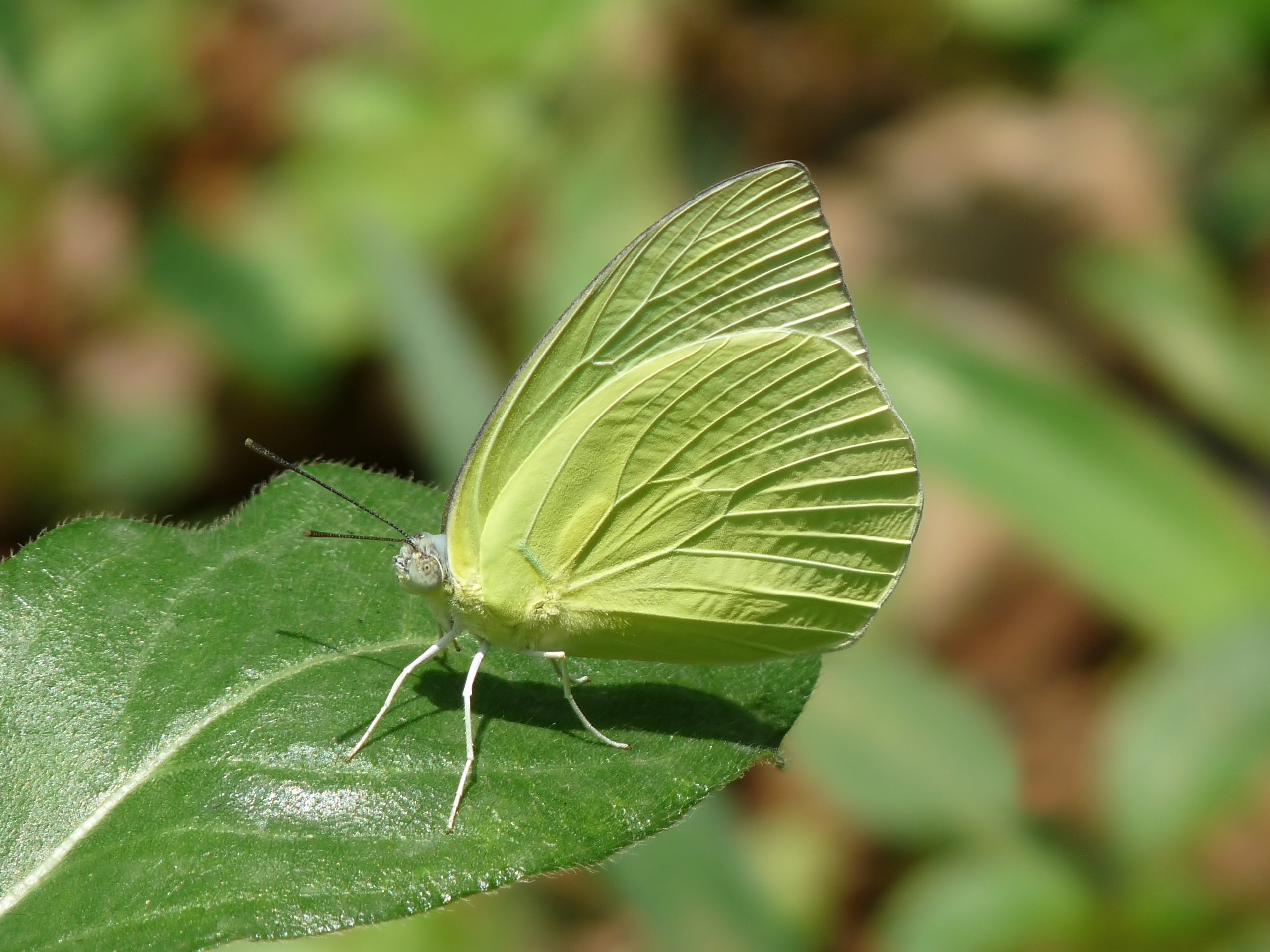
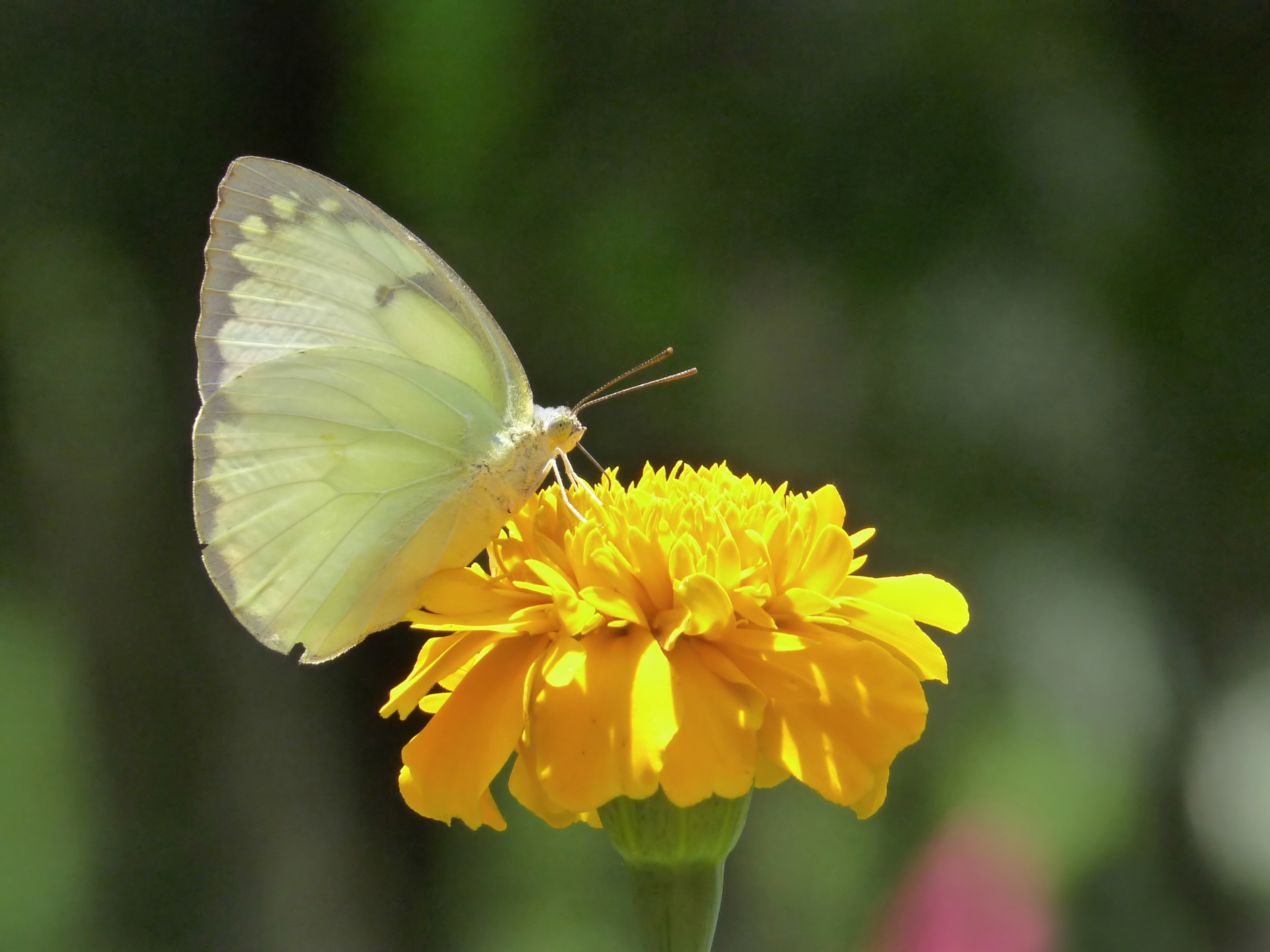
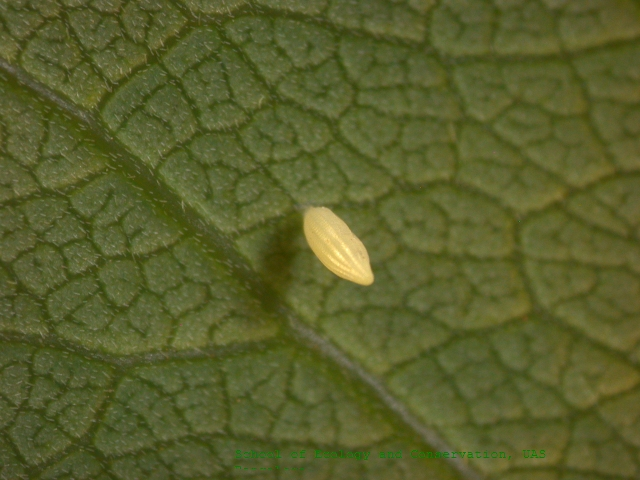
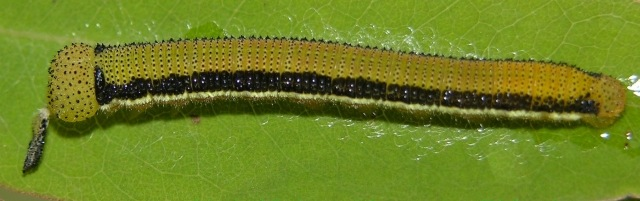
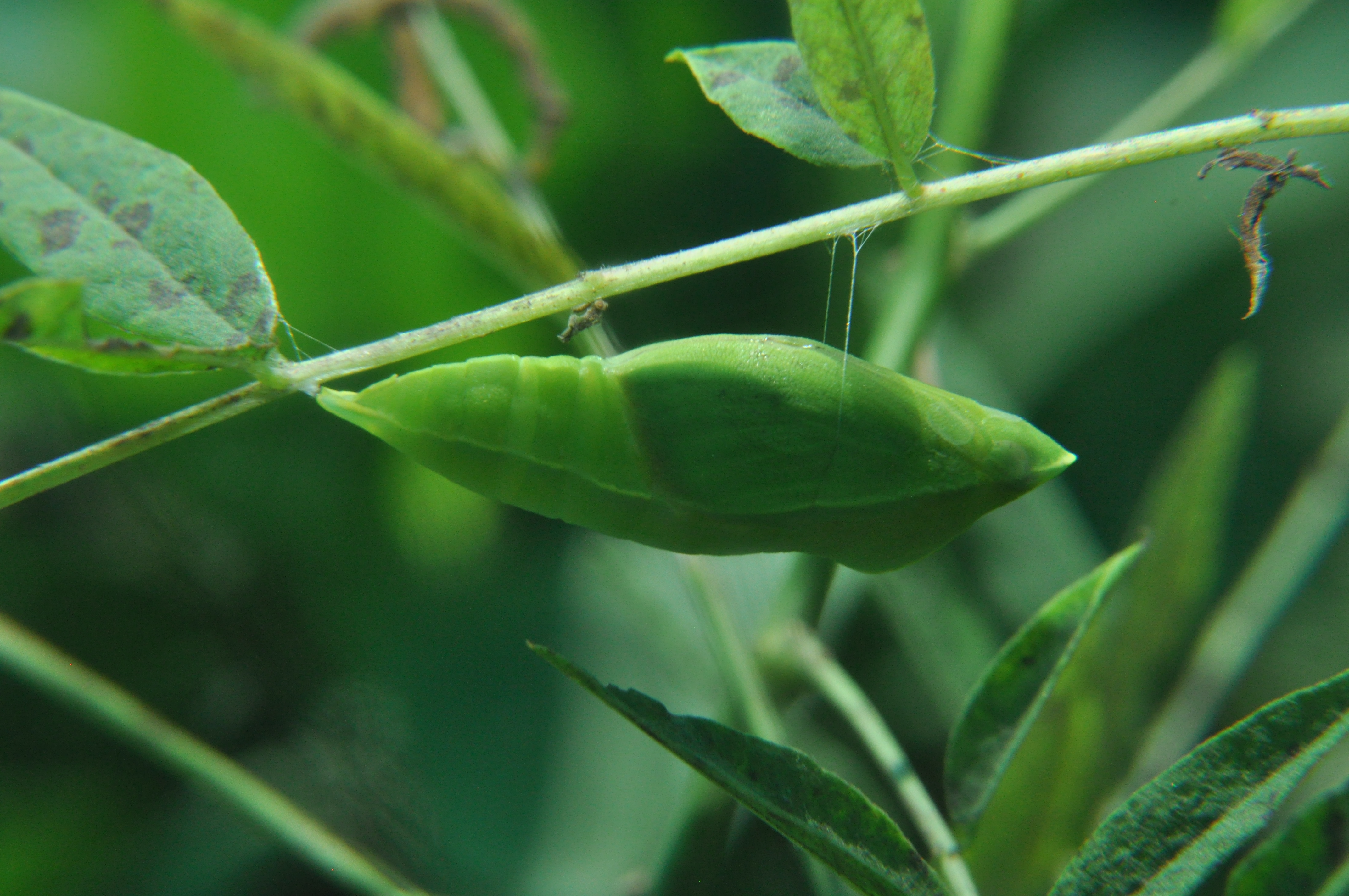